# Cognac
Cognac (francoska izgovorjava: [kɔɲak]; saintonško Cougnat; okcitansko Conhac, [kuˈɲak]) je mesto in občina v zahodni francoski regiji Nova Akvitanija, podprefekturi departmaja Charente. Leta 2019 je mesto imelo 18.670 prebivalcev.

## Ime
Ime naj bi bilo sestavljeno iz posameznega moškega imena -Connius, galskega imena in pripone -acum, kar bi ustrezalo Conniusova domena.

## Zgodovina
Mesto Cognac je bilo neznano pred 9. stoletjem, ko je bilo utrjeno. Med stoletno vojno je mesto nenehno menjavalo strani glede na tok vojne. Leta 1526 je dala ime vojaški Ligi Cognac, vojaškega zavezništva, ki ga je ustanovil francoski kralj Franc I. za boj proti Habsburžanom. Kot ugodnost za vojaško ligo Cognac, je kralj Franc I. podelil mestu Cognac komercialno pravico do sodelovanja v trgovini s soljo, ki je potekala ob reki, iz katere se je regionalni Cognac razvil v središče za proizvodnjo vina in žganja.
Novembra 1651 so Cognac oblegali uporniki, ki jih je vodil princ Ludvik II. Condéjski med državljansko vojno 1648-1653, imenovano Fronde. Mesto je decembra osvobodila sila pod vodstvom grofa d'Harcourta; zatem je kralj Ludvik XIV. Cognacu podelil dodatne komercialne pravice.
Cognac je bil del zgodovinske francoske province Angoumois. Leta 1790, po francoski revoluciji, ki se je začela leto prej, so bile province ukinjene in Angoumois je postal del novoustanovljenega departmaja Charente.
Francoski kralj Franc I. je kraju podelil pravico do trgovine s soljo vzdolž reke, s čimer mu je zagotovil velik trgovski uspeh, posledično pa je Cognac postal središče vinarstva, kasneje vinjaka - svetovno znanega konjaka.

## Geografija
Kraj leži v pokrajini zgodovinski Angoumois ob reki Charente, med krajema Angoulême in Saintes. Večina kraja je zgrajena na levem bregu reke, medtem ko je manjši del na desnem bregu poznan kot okrožje Saint Jacques. Skozenj poteka ena od romarskih poti v Santiago de Compostella.

## Uprava
Cognac je sedež dveh kantonov, ki sta bila ustanovljena ob reorganizaciji francoskih kantonov, ki je začela veljati marca 2015. Njegov sedež je v Cognacu. Sestavljajo ju naslednje občine:
- Kanton Cognac-1: Boutiers-Saint-Trojan, Bréville, Cherves-Richemont, Cognac (del), Louzac-Saint-André, Mesnac, Saint-Brice, Saint-Sulpice-de-Cognac
- Kanton Cognac-2: Ars, Châteaubernard, Cognac (del, Gimeux, Javrezac, Merpins, Saint-Laurent-de-Cognac

Mesto je prav tako sedež aglomeracijske skupnosti Grand Cognac. Njena površina je 754,3 km². Število prebivalcev je bilo leta 2019 69.262, od tega 18.670 v ožjem Congnacu.

## Zanimivosti
- stari srednjeveški del mesta; mestna srednjeveška četrt Vieux Cognac poteka od Tours Saint-Jacques, ob reki, do cerkve sv. Leodegarja. Območje vsebuje veliko nenavadnih stavb, zgrajenih med 15. in 18. stoletjem, ki so ob ozkih tlakovanih ulicah. Številne vsebujejo skulpture močerada, simbola kralja Franca I., pa tudi bruhalnike in bogato okrašene fasade.
- grad Château des Valois, pomembna srednjeveška trgovska postojanka,
- romansko-gotska cerkev sv. Leodegarja iz 12. do 16. stoletja, francoski zgodovinski spomenik od 1883,
- cerkev sv. Martina s pokopališčem iz obdobja Merovingov,
- umetnostno-zgodovinski muzej z angleškim vrtom,
- muzej vinogradništva Musée des arts du cognac.

### Konjak
Po mestu je dobila ime ena najbolj znanih vrst žganja ali eau de vie (lit. 'voda življenja') na svetu. Pijače morajo biti izdelane na določenih območjih okoli mesta Cognac in morajo biti izdelane v skladu s strogo določenimi predpisi, da se jim podeli ime konjak.
Konjak je edinstveno žganje, saj je dvakrat destiliran. Ta proces si je mogoče ogledati v eni od številnih hiš konjaka »Grande Marque«, ki imajo vse centre za obiskovalce. V središču mesta so Hennessy, Martell, Otard, Camus in Remy Martin. Približno 15 km vzhodno od mesta Cognac je Jarnac, dom znamke Courvoisier.
Okoli območja Cognac je šest vinogradniških območij, ki so vsa v okviru Appellation Controlee za konjak, vendar se šteje, da se po kakovosti razlikujejo od območja najboljše rasti »Grande Champagne« (nič skupnega z vinsko regijo Šampanjo na SV Francije), prek »Petite Champagne«, nato »Borderies«, »Fins Bois«, »Bon Bois« in končno »Bois Ordinaire«. Najboljši konjaki so na splošno narejeni samo iz grozdja Grande in Petite Champagne, vendar se vsi konjaki proizvajajo z mešanjem različnih eau de vie, ki jih je mogoče narediti iz grozdja z različnih lokacij in iz različnih letnikov. Spretnost kletarskega mojstra je tista, ki zagotavlja, da je konjak znamke prepoznaven ne glede na to, kdaj je proizveden, saj lahko zmeša več eaux de vie, da doseže pravi okus za svojo hišo.
Različne kakovosti konjaka proizvajajo vse blagovne znamke in vključujejo VS (zelo poseben); VSOP (Zelo vrhunsko [ali pogosteje "Posebno", čeprav Bureau National Interprofessionnel du Cognac določa "Vrhunsko"] Old Pale) in XO ("eXtra Old"). (Angleški izrazi se še vedno uporabljajo, saj so bili v zgodnjih dneh proizvodnje konjaka Britanci glavni potrošniki in so postali tudi nekateri izmed glavnih proizvajalcev konjaka, pri čemer so uporabljali tehnike, pridobljene z destilacijo viskija itd.) Ti so nadzorovani z dolžino časa, ko je dovoljeno zorenje konjaka v hrastovih sodih, pri čemer je minimalni čas potreben za vsako stopnjo stopnje. Dlje ko konjak zori v sodu, bolj gladek postane. Ko je ustekleničeno, se ne razvije več. Večina hiš ima še vedno v svojih kleteh sode konjaka iz 19. stoletja in čaka na fino mešanje s strani mojstra kleti.

## Osebnosti
- Franc I., francoski kralj (1494-1547),
- Paul-Émile Lecoq de Boisbaudran, francoski kemik (1838-1912), rojen leta 1838 v Cognacu, je leta 1875 odkril elementa galij in leta 1878 samarij.
- Steklar Claude Boucher, izumitelj stroja za pihanje stekla okoli leta 1880, je živel in delal v Cognacu,
- Proizvajalec avtomobilov Louis Delâge se je rodil v Cognacu leta 1874.
- Jean Monnet, eden od ustanovnih očetov Evropske unije, se je rodil v Cognacu leta 1888 in je v 1920-ih vodil družinsko podjetje Monnet Cognac,
- Francoski pesnik Octavien de Saint-Gelais se je rodil v Cognacu leta 1468.

## Pobratena mesta
Cognac je pobraten z:
- Boala, Burkina Faso
- Bozhou, Kitajska
- Denison, Texas, ZDA
- Königswinter, Nemčija
- Mihalovce, Slovaška
- Perth, Škotska
- Pisco, Peru
- Tovuz, Azerbaijan
- Valdepeñas, Španija
- Vyškov, Češka